# Preferente Autonómica de la Región de Murcia
La Preferente Autonómica de la Región de Murcia (hasta 2010 Territorial Preferente y anteriormente Regional Preferente) constituye actualmente el sexto nivel de competición de la liga española de fútbol en la Región de Murcia. Su administración corre a cargo de la Federación de Fútbol de la Región de Murcia (FFRM), fundada en 1924. El equipo con más participaciones es el Muleño CF.
Esta categoría fue instaurada en el año 1971 por la Federación Regional Murciana de Clubes de Fútbol, que en esa época la formaban clubes de las provincias de Murcia, Albacete y Alicante.

## Sistema de competición
Para la temporada 2025-2026 la Preferente Autonómica contará con un único grupo de 18 equipos. Los tres primeros clasificados ascenderán a Tercera División RFEF mientras que los tres últimos descenderán a Primera Autonómica. El primer clasificado que no ascienda de categoría jugará la fase previa de la Copa del Rey.

## Equipos 2025-26
| Club                       | Localidad        | Estadio                                |
| -------------------------- | ---------------- | -------------------------------------- |
| Abarán C. F.               | Abarán           | Campo Mpal. ''Las Colonias''           |
| Alcantarilla F. C.         | Alcantarilla     | Ángel Sornichero                       |
| C. D. Algar                | El Algar         | Estadio Sánchez Luengo                 |
| Algezares U. D.            | Algezares        | Polid. Mpal. La Alberca                |
| E. F. Alhama               | Alhama de Murcia | José María Soriano Muñoz               |
| Unión Archena              | Archena          | Campo Mpal. de Archena “Andrés Abenza” |
| C. D. Beniel               | Beniel           | Cristian Portugués "Portu"             |
| Bullas Deportivo           | Bullas           | Nicolás de las Peñas                   |
| C. D. Bullense             | Bullas           | Nicolás de las Peñas                   |
| Ciudad de Calasparra C. F. | Calasparra       | Municipal ''La Caverina''              |
| C. A. P. Ciudad de Murcia  | Murcia           | Estadio José Barnés                    |
| Deportivo Murcia F. C.     | Corvera          | Campo Municipal                        |
| E. F. El Raal              | El Raal          | Polid. Mpal. El Raal                   |
| C.F. Lorca Deportiva "B"   | Lorca            | Estadio Artés Carrasco                 |
| A. D. Lorquí               | Lorquí           | Juan de la Cierva                      |
| U. D. Los Garres           | Los Garres       | Campo Mpal. ''Las Tejeras''            |
| C. D. Lumbreras            | Puerto Lumbreras | Polideportivo Mpal. Puerto Lumbreras   |
| San Javier C. F.           | San Javier       | El Pitín                               |

## Palmarés

### Regional Preferente 4.ª Categoría
Entre 1971 y 1977 la entonces llamada Regional Preferente era el cuarto nivel en el Sistema de ligas de fútbol de España por detrás de Primera, Segunda y Tercera División.
Hasta 1976 los clubes del centro y parte norte de la provincia de Alicante estuvieron en la Federación Regional Murciana y formaron parte de la Regional Preferente.
| Temporada | Campeón                  | Ascenso a Tercera División                         |
| --------- | ------------------------ | -------------------------------------------------- |
| 1971-72   | A. D. Hellín             | A. D. Hellín                                       |
| 1972-73   | Orihuela Deportiva C. F. | Orihuela Deportiva C. F.                           |
| 1973-74   | Yeclano C. F.            | Yeclano C. F. y C. D. Villena                      |
| 1974-75   | Albacete Balompié        | Albacete Balompié                                  |
| 1975-76   | Yeclano C. F.            | Yeclano C. F.                                      |
| 1976-77   | Cartagena F. C.          | Cartagena F. C., Albacete Balompié y A. P. Almansa |

### Preferente Autonómica 5.ª Categoría
Entre 1977 y 2021 la Preferente Autonómica (también llamada Regional Preferente hasta 1996, y Territorial Preferente hasta 2010) era el quinto nivel en el Sistema de ligas de fútbol de España por detrás de Primera, Segunda, Segunda B y Tercera División.
En 1980 hubo un ascenso masivo debido a la creación del grupo XIII de Tercera División.
Los clubes castellanomanchegos estuvieron en la Federación Regional Murciana y formaron parte de la Regional Preferente hasta el año 1986. Un año más tarde, en 1987, el resto de clubes de la provincia de Alicante excepto los de la zona sur se trasladan a las regionales valencianas.
| Temporada | Campeón                              | Ascenso a Tercera División |
| --------- | ------------------------------------ | --- |
| 1977-78   | Torrevieja C. F.                     | Torrevieja C. F. |
| 1978-79   | Alicante C. F.                       | Alicante C. F. y CF Lorca Deportiva |
| 1979-80   | C. D. Cieza                          | C. D. Cieza, Olímpico Juvenil, Caravaca C. F., C. P. Villarrobledo, Imperial C. F., Yeclano C. F., Pinatar C. F., C. D. Almoradí, C. D. Molinense, C. F. Santomera, C. D. Hellín, U. D. Horadada, Águilas C. F., C. D. Ilicitano y Callosa Deportiva C. F. |
| 1980-81   | Atlético Muleño                      | Atlético Muleño, C. D. Torre Pacheco y Jumilla C. F. |
| 1981-82   | Mazarrón C. F.                       | Mazarrón C. F., A. P. Almansa y CF Huercalense |
| 1982-83   | Torreagüera C. F.                    | Torreagüera C. F., Alcantarilla C. F. y Atlético Albacete |
| 1983-84   | U. D. Horadada                       | U. D. Horadada, Bigastro C. F. y C. D. Naval |
| 1984-85   | C. D. Dolores                        | C. D. Dolores, C. D. La Roda y Callosa Deportiva C. F. |
| 1985-86   | A. P. Almansa                        | A. P. Almansa, C. D. Cox y C. F. Santomera |
| 1986-87   | La Unión Athlétic                    | La Unión Athlétic, C. D. Albaterense, C. D. Almoradí, C. D. Beniel, Olímpico de Totana y C. D. Alberca |
| 1987-88   | Abarán C. F.                         | Abarán C. F., A. D. Mar Menor, C. D. Barea y C. D. Roldán |
| 1988-89   | C. D. Algar y Cehegín C. F.          | C. D. Algar, Cehegín C. F., C. D. Alberca, Moratalla C. F., La Unión Athlétic, Barinas C. F. y A. D. Sangonera la Seca |
| 1989-90   | Fuente Álamo C. F.                   | Fuente Álamo C. F., Jumilla C. F., A. D. San Miguel y C. D. Cieza Promesas |
| 1990-91   | Muleño C. F.                         | Muleño C. F., C. D. Beniel, Caravaca C. F. y Pinatar C. F. |
| 1991-92   | C. D. Naval                          | C. D. Naval, A. D. Cotillas C. F., Lorca Promesas C. F. y C. D. Torre Pacheco |
| 1992-93   | Atlético Murcia                      | Atlético Murcia, C. D. Bala Azul, A. D. Las Palas y C. D. Alberca |
| 1993-94   | Olímpico de Totana                   | Olímpico de Totana, C. D. Dolores de Pacheco y C. F. Cutillas Fortuna |
| 1994-95   | A. D. Cotillas C. F.                 | A. D. Cotillas C. F., Cehegín C. F. y C. D. Los Garres |
| 1995-96   | C. D. Bullense                       | C. D. Bullense, Cartagonova F. C., C. D. Alquerías, Blanca C. F. y Real Murcia C. F. "B" |
| 1996-97   | Sangonera Atlético C. F.             | Sangonera Atlético C. F., U. D. Horadada, Cartagena Atlético y C. D. Cieza |
| 1997-98   | C. F. Imperial                       | C. F. Imperial, C. D. Lumbreras y C. D. Alhameño |
| 1998-99   | C. D. Molinense                      | C. D. Molinense, A. D. Ceutí Atlético, C. D. Bala Azul y Muleño C. F. |
| 1999-00   | C. F. Ciudad de Murcia               | C. F. Ciudad de Murcia, Universidad Católica San Antonio de Murcia C. F., Pinatar C. F. y Mazarrón C. F. |
| 2000-01   | C. D. Balsicas                       | C. D. Balsicas, C. D. Abarán, A. D. Ceutí Atlético y Calasparra F. C. |
| 2001-02   | C. D. Beniel                         | C. D. Beniel, Pinatar C. F., Blanca C. F., C. D. Lumbreras y Olímpico de Totana |
| 2002-03   | C. D. Dolores                        | C. D. Dolores, Muleño C. F., U. D. Horadada y C. D. Balsicas |
| 2003-04   | C. D. La Unión                       | C. D. La Unión, C. F. Santomera y C. D. Cieza |
| 2004-05   | E. M. D. Lorquí                      | E. M. D. Lorquí, C. D. Dolores, C. F. Ciudad de Murcia "B", Moratalla C. F. y Muleño C. F. |
| 2005-06   | C. D. Bala Azul                      | C. D. Bala Azul, Yeclano Deportivo, Olímpico de Totana, C. D. Beniel y E. F. San Ginés |
| 2006-07   | Muleño C. F.                         | Muleño C. F., C. D. Cieza, A. D. Ceutí Atlético, C. F. Santomera, Lorca Deportiva C. F. "B" y C. D. Alquerías |
| 2007-08   | C. D. Lumbreras                      | C. D. Lumbreras, Atlético Pulpileño, C. D. Beniel, Murcia Deportivo C. F., C. D. Pozo Estrecho y C. D. Plus Ultra |
| 2008-09   | F. C. Puente Tocinos                 | F. C. Puente Tocinos, Club Edeco Fortuna, Cartagena F. C., Cuarto Distrito C. F. y C. F. Base Abarán |
| 2009-10   | La Hoya Deportiva C. F.              | La Hoya Deportiva C. F., C. F. Molina y Mar Menor C. F. |
| 2010-11   | Águilas F. C.                        | Águilas F. C., E. F. Esperanza y Deportiva Minera |
| 2011-12   | C. D. Beniel                         | C. D. Beniel, El Palmar C. F., Huércal-Overa C. F., C. D. Bullense y Olímpico de Totana |
| 2012-13   | Muleño C. F.                         | Muleño C. F., La Unión C. F. y Cartagena F. C. |
| 2013-14   | E. F. Alhama                         | E. F. Alhama, A. D. Caravaca Vera Cruz y F. C. Pinatar |
| 2014-15   | C. F. Lorca Deportiva                | C. F. Lorca Deportiva, C. A. P. Ciudad de Murcia, Atlético Pulpileño y E. D. M. F. Churra |
| 2015-16   | Sangonera UCAM C. F.                 | Sangonera UCAM C. F., La Hoya Lorca C. F. "B", Olímpico de Totana, C. D. Cieza y C. D. Algar |
| 2016-17   | S. F. C. Minerva                     | S. F. C. Minerva, C. D. Bala Azul, F. C. Cartagena "B" y U. D. Los Garres |
| 2017-18   | C. A. P. Ciudad de Murcia            | C. A. P. Ciudad de Murcia, Olímpico de Totana, C. D. Algar y Mazarrón F. C. |
| 2018-19   | El Palmar C. F.                      | El Palmar C. F., Cartagena F. C. y C. D. Plus Ultra |
| 2019-20   | Racing Murcia F. C.                  | Racing Murcia F. C., C. D. Bullense y F. C. La Unión Atlético |
| 2020-21   | U. D. Caravaca y Archena Sport F. C. | U. D. Caravaca, Archena Sport F. C. y C. D. Bala Azul |

### Preferente Autonómica 6.ª Categoría
A partir de 2021 la Preferente Autonómica pasa a ser el sexto nivel en el Sistema de ligas de fútbol de España por detrás de Primera, Segunda, Primera Federación, Segunda Federación y Tercera Federación.
| Temporada | Campeón                              | Ascenso a Tercera División                                                      |
| --------- | ------------------------------------ | ------------------------------------------------------------------------------- |
| 2021-22   | Muleño C. F. y Alcantarilla F. C.    | Muleño C. F., Alcantarilla F. C. y C. D. Cieza                                  |
| 2022-23   | Balsicas Atlético y C. D. Plus Ultra | Balsicas Atlético, C. D. Plus Ultra, Montecasillas F. C. y C. D. Algar          |
| 2023-24   | Mazarrón F. C.                       | C. D. Bala Azul, Águilas F. C. "B" y S. F. C. Minerva                           |
| 2024-25   | Mazarrón F. C.                       | Mazarrón F. C., Olímpico de Totana, Atlético Santa Cruz y Yeclano Deportivo "B" |